# Bristol Motor Speedway
Bristol Motor Speedway é um autódromo oval localizado em Bluff City no estado do Tennessee nos Estados Unidos. Construído em 1960 ele se tornou um dos mais populares circuitos americanos.
Possui algumas caracteristicas próprias:
- Construído totalmente de concreto em vez do asfalto, que é mais comum nesse tipo de construção
- Possuir uma grande inclinação em suas curvas com cerca de 26°
- Junto com o de Martinsville ser um dos menores circuitos com 858 metros (0.533 milhas) de extensão
- O complexo ter uma aparência idêntica a de uma estádio com as arquibancadas cercando todo o circuito
- Possuir 2 pistas para realização de pit-stops (uma em cada reta)
- É considerado o oval de meia milha mais rápido do mundo

## Corridas
O Bristol Motor Speedway recebe provas da NASCAR Cup Series, Xfinity Series e Truck Series, além das divisões regionais NASCAR K&N Pro Series East, Whelen Modified Tour e Whelen Southern Modified Tour . As provas pela Cup Series são a Food City 500 e a Irwin Tools Night Race disputada a noite.